# クラウトロック
クラウトロック（Krautrock）は、1960年代末から1970年代初めにかけて、西ドイツに登場した実験的（前衛的）ロックバンド群の音楽を指す、一般名詞である。

## 概要：名称
クラウトロックは、「ドイツ人のロック」という意味。クラウト（ザワークラウト）は、ドイツでよく食べられている「キャベツの漬け物」のこと。この言葉は、はじめは軽蔑の意味を込めて使われていたが、後に賞賛の意味を込めて使われるようになった。
日本でクラウトロックという呼び名が優勢になったのは1990年頃からで、それ以前（たとえば『フールズ・メイト』誌「ジャーマン・ロック史学」（Vol.13、1980年）など）は、ジャーマン・ロック、ジャーマン・プログレ、ジャーマン・エレクトロニック・ミュージックという言葉を使っていた。
クラウトロックの最大の特徴は、ミニマル・ミュージックあるいはファンク・ミュージック的な「反復」である。

## 詳細
1968年、サイケデリック・ムーブメントの波を受けて、西ドイツの各地にサイケデリック・クラブが続々とオープンした。これがアーティストたちを育む土壌となった。同年9月、西ドイツ初のロック・フェスティバルである「エッセン・ソングターゲ」が開かれ、フランク・ザッパなどの英米のアーティストとともに、アモン・デュール、タンジェリン・ドリーム、グル・グルらが出演した。このイベント開催が、クラウトロックが誕生した瞬間であった。
1969年にアモン・デュールI、アモン・デュールII（2つのバンドに分裂した）、カンがレコード・デビュー。1970年にタンジェリン・ドリーム、グル・グルが続いた。これらのバンドは、いずれも編成的には従来のロックの延長線上にあった。電子音楽の道に先鞭をつけたのは同1970年にレコード・デビューしたクラスターである。その音楽の特徴は、混沌とした電子ノイズであった。やや遅れてクラフトワークもレコード・デビューしている。両者に録音技師として関わったのが名ミキサーのコニー・プランクで、彼はその後もクラウトロックをさまざまな面で支え、イギリスのニュー・ウェイヴにも大きな影響を与えた。クラウトロックの普及には、イギリスのDJジョン・ピールの貢献が大きかった。ピールがさかんに自身のラジオ番組でクラウトロックをかけ、その結果ドイツのロックにロック・ファンの関心が集まっていったという経緯がある。さらにジョン・ピールがオンエアしたアーティストの一部は、日本では渋谷陽一などによっても紹介された。
1990年代のベルリンの壁崩壊による統一ドイツは16州の連邦となっており、地域性がそれぞれ異なる。クラフトワーク、ノイ! らは、ドイツ西部のノルトライン＝ヴェストファーレン州の都市デュッセルドルフが拠点であり、カンも西部ケルンが拠点だった。タンジェリン・ドリーム、アシュ・ラ・テンペル、クラウス・シュルツェらはドイツ東部のベルリンが拠点で、「コスミッシェ・ムジーク（宇宙音楽）」を展開した。アモン・デュール（I、II）、ポポル・ヴー、エンブリオはカトリックとワーグナーの伝統が息づくミュンヘンのグループだった。ファウストはドイツ北部のヴュンメが地元のバンドである。